# Las siete Lady Godivas
Las siete Lady Godivas: los hechos reales concernientes a la historia de la familia más desnuda es un libro de imágenes de la historia de Lady Godiva, escrito e ilustrado por Dr. Seuss, uno de los pocos libros escritos por Seuss para adultos, su publicación original, en el año 1939 editada por Random House, fue un fracaso y fue olvidado. Sin embargo, más tarde ganó popularidad a medida que Seuss fue ganando fama, y se volvió a publicar en 1987.

## Argumento
El libro narra la historia en prosa de no una, sino siete hermanas Godiva, de las cuales ninguna usaba ropa nunca. La explicación de su desnudez, incluso al caminar en la nieve, es que ellas eran simplemente ellas y decidieron no ocultarlo. La historia comienza con el padre de las hermanas, el Señor Godiva, decidido a irse a la Batalla de Hastings a caballo. Esto molesta a las hermanas, debido a que ellas consideran que los caballos son animales salvajes e indomables. Efectivamente, antes de que Lord Godiva incluso se las arregla para salir de los muros del castillo, él es arrojado de su caballo y muere. Como homenaje al destino de su padre, las hermanas Godiva se comprometen a nunca casarse (a pesar del hecho de que cada una está cortejando a cada uno de los siete hermanos de apellido Peeping) hasta que puedan advertir a sus compatriotas de los peligros de los caballos. Inmediatamente, Alejandra y Paolo se declaran su amor y tienen relaciones, pero las hermanas Godiva no los dejan seguir juntos. Luego, las hermanas, establecen misiones individuales para descubrir las "verdades de los caballos", las cuales resultan luego ser refranes muy conocidos relacionados con estos animales.

## Historia de la publicación
Seuss, según se informa, tenía dudas sobre el libro antes de su publicación, el dibujo de las primeras páginas contenía un pequeño balde de savia con la etiqueta Bennett Cerf, el nombre del editor de Seuss en Random House. Seuss, llamando a Cerf savia, lo que implicaba que al parecer Cerf estaba siendo demasiado bueno permitiendo que el libro fuera publicado.
 
La primera edición en 1939 tuvo una tirada de 10.000 ejemplares, pero vendió sólo alrededor de 2.500. (Una autoridad declara que sólo 50 fueron vendidos).) 
El mismo Seuss lo llamó su "mayor fracaso" y "un libro que nadie compró". 
A otro entrevistador le dijo "Fue todo lleno de mujeres desnudas, y yo no puedo dibujar mujeres desnudas convincentes. Puse rodillas en los lugares equivocados." Las copias restantes fueron vendidas en la cadena de tiendas de cigarros Schulte donde valían solo veinticinco centavos de dólar, aunque las ediciones originales ahora se han comenzado a vender a precios tan altos como 300 dólares.

El fracaso inicial del libro se ha atribuido a varios factores: a los dólares, porque tenía un precio relativamente alto para la Gran Depresión.